# Илия Дединчето
Вижте пояснителната страница за други личности с името Илия Георгиев.
Илия (Ильо) Георгиев – Дединчето е български революционер, войвода на Вътрешната македонска революционна организация.

## Биография
Роден е в радовишкото село Дедино, тогава в Османската империя, днес в Северна Македония, поради което получава прякора Дединчето. Влиза във ВМОРО и първоначално действа като терорист на организацията. По-късно става войвода. Загива в планината Асанлия, край Смиланци в сражение с турска войска на 22 май 1903 година.